# Chołchło
Chołchło (biał. Хоўхлава, ros. Холхлово) – agromiasteczko na Białorusi, w obwodzie mińskim, w rejonie mołodeczańskim, w sielsowiecie Chożów.
Dobra Chołchło otrzymał Mikołaj II Radziwiłł od Aleksandra Jagiellończyka w 1495 roku. Prywatne miasto szlacheckie położone było w końcu XVIII wieku w powiecie mińskim województwa mińskiego. 
W czasach zaborów miasteczko w gminie Horodek, w powiecie wilejskim, w guberni wileńskiej Imperium Rosyjskiego. W 1865 własność Karnickich.
W latach 1921–1945 folwark leżał w Polsce, w województwie wileńskim, w powiecie wilejskim, od 1927 roku w powiecie mołodeczańskim, w gminie Gródek.
Według Powszechnego Spisu Ludności z 1921 roku zamieszkiwało tu 118 osób, 18 były wyznania rzymskokatolickiego, 94 prawosławnego a 6 mojżeszowego. Jednocześnie 22 mieszkańców zadeklarowało polską a 96 białoruską przynależność narodową. Było tu 21 budynków mieszkalnych. W 1931 w 36 domach zamieszkiwało 197 osób.
Wierni należeli do miejscowej parafii rzymskokatolickiej i prawosławnej. Miejscowość podlegała pod Sąd Grodzki w Rakowie i Okręgowy w Wilnie; właściwy urząd pocztowy mieścił się w Gródku.
W wyniku napaści ZSRR na Polskę we wrześniu 1939 miejscowość znalazła się pod okupacją sowiecką. 2 listopada została włączona do Białoruskiej SRR. Od czerwca 1941 roku pod okupacją niemiecką. W 1944 miejscowość została ponownie zajęta przez wojska sowieckie i włączona do Białoruskiej SRR.
Od 1991 w składzie niepodległej Białorusi.
Do 2013 siedziba sielsowietu Chołchło. W skład agromiasteczka również wchodzi dawna wieś Wielkie Sioło i dawny majątek Chołcho.

## Kościół
W 1738 wybudowano tu kościół katolicki. W wyniku represji popowstaniowych został przekształcony w cerkiew prawosławną. W międzywojennej Polsce świątynia została zwrócona katolikom. Po II wojnie światowej kościół został zamknięty przez władze radzieckie. Po upadku ZSRS ponownie służy jako świątynia.

## Przynależność państwowa i administracyjna
- ? - 1793  I Rzeczpospolita
- 1793 - 1917  Imperium Rosyjskie, gubernia wileńska, powiat wilejski
- 1917 - 1919  Rosyjska FSRR
- 1919 - 1920  Polska, Zarząd Cywilny Ziem Wschodnich, okręg wileński
- 1920 - 1920  Rosyjska FSRR
- 1920 - 1945[b]  Polska
  - województwo:
    - okręg nowogródzki (1920 - 1921)
    - nowogródzkie (1921 - 1922)
    - Ziemia Wileńska (1922 - 1926)
    - wileńskie (od 1926)

  - powiat:
    - wilejski (1920 - 1927)
    - mołodeczański (od 1927)
- 1945 - 1991  ZSRR, Białoruska SRR
- od 1991  Białoruś